# Eric Johana Omondi
Eric Johana Omondi (* 18. August 1994 in Nairobi) ist ein kenianischer Fußballspieler.

## Karriere

### Verein
Eric Johana Omondi stand von 2014 bis 2016 in seiner Heimat beim Mathare United FC in der Hauptstadt Nairobi unter Vertrag. Im Januar 2017 ging er nach Europa. Hier schloss er sich in Schweden dem Vasalunds IF an. Der Verein aus Solna spielte in der dritten Liga des Landes. Für Vasalunds stand er 22-mal in Liga auf dem Spielfeld. Am 1. Januar 2018 wechselte er in die Fotbollsallsvenskanerste Liga, wo er einen Vertrag bei IF Brommapojkarna in der Hauptstadt Stockholm unterschrieb. Für Brommapojkarna absolvierte er 43 Erstligaspiele und schoss dabei fünf Tore. Jönköpings Södra IF, ein Erstligist aus Jönköping, nahm ihn im Januar 2020 für zwei Jahre unter Vertrag. Hier stand er 54-mal auf dem Rasen. Im Januar 2022 wechselte er bis Saisondende nach Belgien zum Zweitligisten SK Beveren. Hier kam er auf vier Einsätze. Im Juli 2022 zog es ihn nach Asien, wo er in Thailand einen Vertrag beim Erstligisten Muangthong United unterschrieb. Für den Erstligisten aus Pak Kret bestritt er 23 Ligaspiele. Im Sommer 2023 wurde sein Vertrag nicht verlängert.

### Nationalmannschaft
Seit 2015 spielt Eric Johana Omondi für die kenianische A-Nationalmannschaft.